# Magyarország művészete
Magyarország művészete az államalapítástól napjainkig

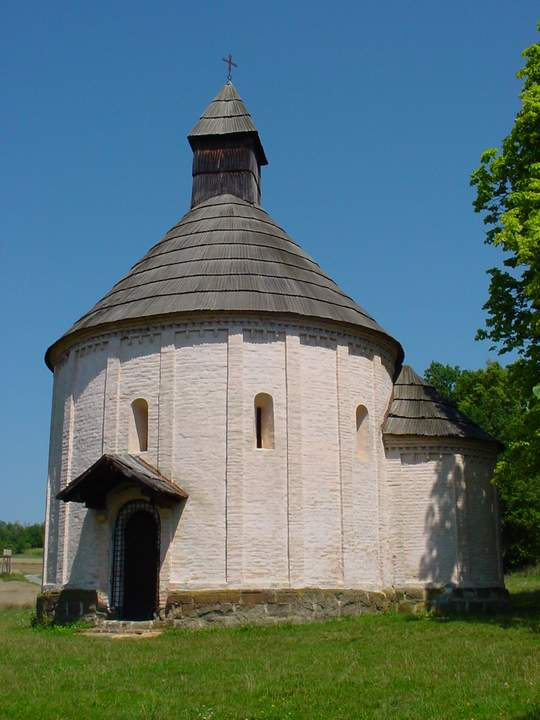
Román kori falusi templomaink egy része az ősi rotunda formájában épült. Pompás emlékünk ebből a korból a nagytótlaki.

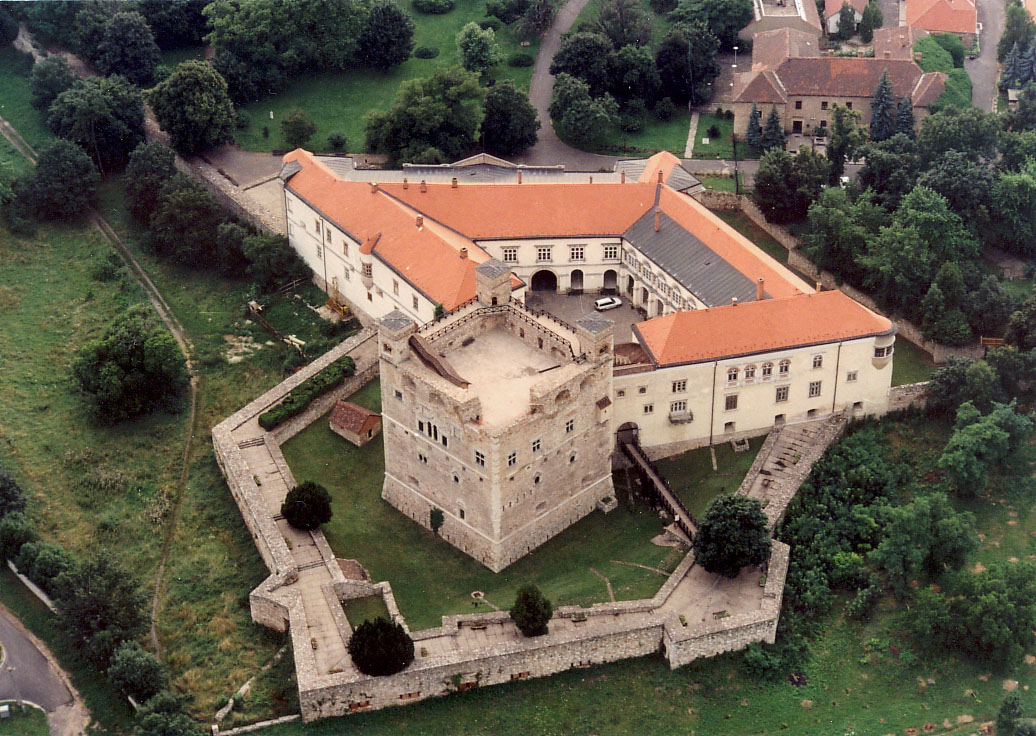
A sárospataki vár: ősi lakótorony, reneszánsz lodzsa és barokk kastély együttese

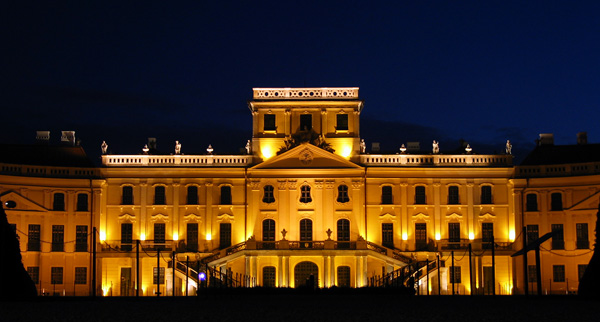
A fertődi Eszterházy-kastély

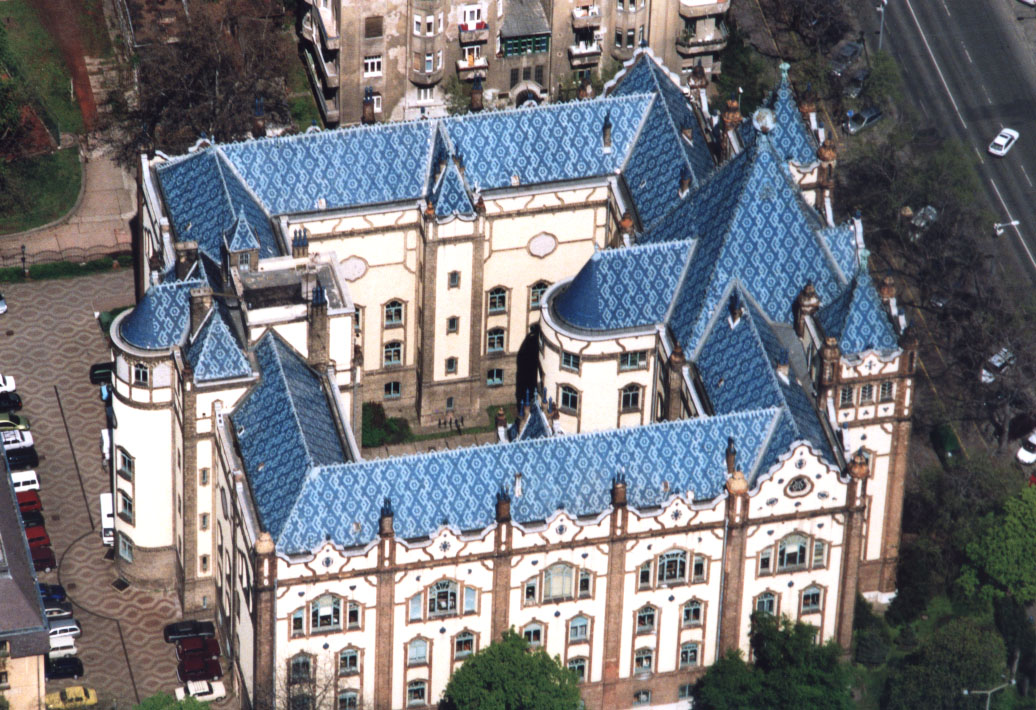
Lechner Ödön egyik szép alkotása a Magyar Állami Földtani Intézet épülete Budapesten

## Építészet
Szent István király „tíz falu építsen egy templomot” programjának közismert és szép példáit találjuk meg a román kori templomokban, bár ezek többsége későbbi újjáépítés eredménye.
Román kori templomaink szép művészettörténeti horizontot alkotnak a Kárpát-medencében. Csak példákkal illusztrálhatjuk gazdagságát. Székesfehérvár, Gyulafehérvár, Esztergom, Pannonhalma, a püspöki székhelyek templomai, kolostorok épületegyüttesei őrzik e gazdag emlékkincset, töredékekben, részletekben, az újjáépített épületek kőtáraiban (Pécs, Veszprém, Eger). Fejedelmi építkezések kaukázusi kapcsolatú templomai is igen régiek: Tarnaszentmária, Feldebrő, (Szekszárd régi templomának romjai).
Nagyszabású újjáépítési hullám indult meg a tatárjárás után. A legtöbb ma ismert román stílusú templom ebből a korból való. Példaként említjük az Árpád-kori kerektemplomokat (rotundák, Szalonna, Kallósd, Nagytótlak), nyugati tornyos, faragott déli kapus templomokat: Nagybörzsöny, Csempeszkopács, Őriszentpéter, Magyarszecsőd, Litér, Velemér, Zalaháshágy.
Magyarországon a gótikus építészetnek szintén több szép emlékét csodálhatjuk meg. A gótika hatását sokan a népi építészet íves tornácos házaiban is felfedezik. A gótikus stílus már a vegyesházi királyok korában alakult ki. Legszebb emlékei a Felvidéken és Erdélyben maradtak fenn, ahol a gazdag bányavárosok mind ékes templomokkal díszítették városuk főterét (Kassa, Bártfa, Brassó, Nagyszeben) és szép kolostorok is megújultak ebben a stílusban (Garamszentbenedek).
Mátyás király olasz kapcsolatai nyomán gazdag reneszánsz építészeti alkotásokat találunk a Budavári Palota és a Visegrádi palota együtteseiben.
A 16. században kezdődő reformáció a magyarországi templomok építészetének és belső díszítésének megújulását eredményezte. A templomok jellegzetes díszei ebből a korból a kazettás mennyezetek.
A török hódoltság és a török elleni háborúk kora a magyar várépítészet megújulását hozta. A korai magyar várak még a tüzérség előtti harcászati időkre készültek. Esztergom várát a tatárok ellen is megvédelmezték a királyi íjászok. A török időkben azonban erős várfalakat emeltek, sajátos, ötszöges bástyákkal. A legismertebb Eger vára, de Nagyvárad, Nagykanizsa, Érsekújvár várai is ekkor lettek korszerűen átépítve.
A Habsburgok által visszahódított ország újjáépítésében a barokk stílus jelent meg, mint új formanyelv. Mai templomaink jelentős része, kastélyok és kúriák az új stílus alakjában épültek föl, vagy alakultak át. Székesegyházak (Kalocsa) és kolostorok (Zirc), városházák (Szeged) és kastélyok (Fertőd), főiskolák (Eger) és királyi paloták (Buda) mind megannyi látnivaló a mai országjárók számára is.
A reformkor művészeti stílusa a klasszicizmus, az ókori görög-római építészeti hagyomány fölújítása jegyében alakult át. A Nemzeti Múzeum legismertebb központi emlékünk, de templomok és középületek is épültek, vagy megújultuk ekkor (az egri bazilika).
A magyar szecesszió építészetének legnagyobb művésze Lechner Ödön. Az Iparművészeti Múzeum, a Magyar Állami Földtani Intézet és a Postatakarékpénztár épülete, valamint a kőbányai Szent László templom a legkiemelkedőbb alkotóművészek közé emelik a „magyar Gaudit”. A korszak építéstechnikai újításaira érzékeny figyelmet fordító Medgyaszay István művészete, mint a veszprémi Petőfi színház, a múzeum, a szecesszió építészeti stílusát már a következő, a  szerkezetelvű modern építészet felé vezeti tovább.

## Festészet
Gazdag festészeti emlékkincs maradt fönn az Anjou uralkodók és Luxemburgi Zsigmond korából. Különösen jellemző volt Szent László király életének ábrázolása. Még ma is mintegy 50 olyan templomról tudunk, ahol a Szent László legendát festették meg. Ez a kor a Kolozsvári testvérek szobrászatának és M. S. mester festészetének a kora is.

## Szobrászat

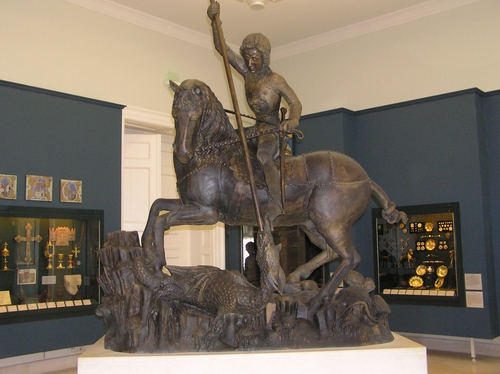
A Kolozsvári testvérek sárkányölő Szent György-lovasszobra

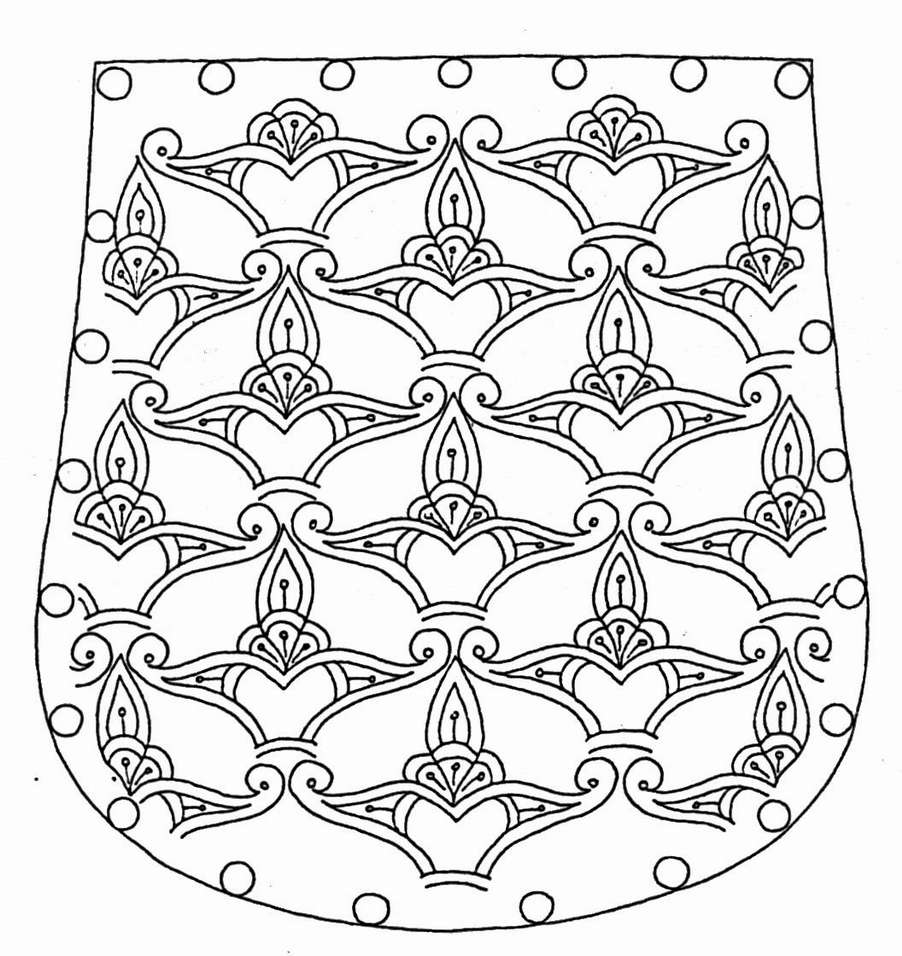
A honfoglalók művészetét legszebben a tarsolylemezek mutatják be. Részlet a Honfoglalás kori művészetek c. kiállítási füzetből

Magyarországi szobrok az államalapítás idejétől kezdve maradtak fenn, melyek többnyire külföldi mesterek művei. Kiemelkedő román kori emlékek Szent István szarkofágja, a pécsi Sámson-dombormű, a kalocsai királyfej. Az Anjou-korban a magyarországi szobrászat mindinkább bekapcsolódott a nemzetközi áramlatokba. A gótikus szobrászat kiemelkedő alkotásai a Kolozsvári testvérek művei. A magyarországi reneszánsz szobrászat emlékei Mátyás és Beatrix portréi (Giancristoforo Romanónak tulajdonítva), a Báthory Madonna.

## Iparművészet
Árpád népe jellegzetes díszítőművészetet hozott magukkal. A honfoglalás kori fegyverzet, ruházat, lószerszám palmettás díszítése mindmáig korszakjellemző a Kárpát-medence régészetében. Legismertebb képviselői e művészetnek a tarsolylemezek. Árpád népének gazdag díszítőművészetét erős kaukázusi, iráni és közép-ázsiai eredetű művészeti hagyományok jellemzik.
Szent István korának művészetét áthatja a honfoglalás kori művészet és az európai romanika ötvöződése. Egyik szép emlékünk e korból a koronázási palást.

## Színházművészet
- vándorszínházak: Erdélyi Vándorszínház

## Bibliográfia

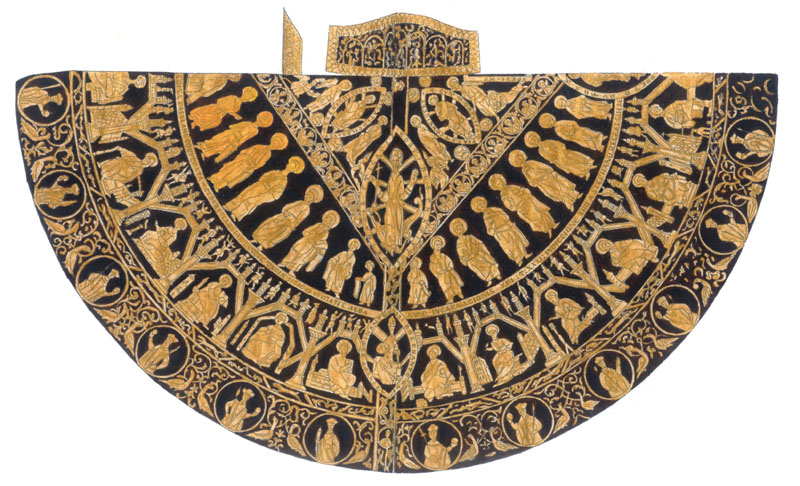
A magyar koronázási palást

- Dercsényi D., Zádor A. (1980): Kis magyar művészettörténet (A honfoglalás korától a XIX. század végéig). (Képzőművészeti Alap Kiadóvállalata, Budapest
- Szentkirályi Z. Détshy M. (1986): Az építészet rövid története I-II. Műszaki Könyvkiadó, Budapest
- Radocsai Dénes: Magyarországi reneszánsz művészet. Képzőművészeti Alap Kiadóvállalata, Budapest
- Aradi N. (főszerk.) (Ész. N.): A művészet története Magyarországon, Gondolat Kiadó, Budapest
- Fülep L. (főszerk.) (Ész. N.): A magyarországi művészet története. Budapest
- Gerevich T. (1938): Magyarország románkori emlékei. Királyi Magyar Egyetemi Nyomda, Budapest
- Henszlmann I. (1876): Magyarország ó-keresztyén, román és átmeneti stylü mű-emlékeinek rövid ismertetése. Királyi Magyar Egyetemi Nyomda, Budapest
- Marosi E. (1972): A román kor művészete. Corvina Kiadó, Budapest
- László Gy. (1974): A népvándorláskor művészete Magyarországon. Corvina, Budapest
- Huszka J. (1930): A magyar turáni ornamentika története. Pátria, Budapest
- Bakay K. (1997, 1998): Őstörténetünk régészeti forrásai. I. II. Miskolc
- Tombor I. (1968): Magyarországi festett famennyezetek és rokonemlékek a XV-XIX. századból. Akadémiai Kiadó, Budapest
- Domanovszky Gy. (1981): A magyar nép díszítőművészete I-II. Akadémiai Kiadó, Budapest
- Bérczi Sz. (1987): Szimmetriajegyek a honfoglalás kori palmettás és az avar kori griffes-indás díszítőművészetben. Cumania. 10. (Bács-Kiskun Megyei Múzeumi Évkönyv), 9-60. old.
- László, Gy. (1943): A Kolozsvári testvérek Szent György lovas-szobrának lószerszáma. The Horse Mount of the Statue of St. George Made by the Kolozsvári Brothers. Egyetemi Nyomda, Kolozsvár
- László, Gy. (1943b): Der Grabfund von Koroncó und der altungarische Sattel. Archaeologia Hungarica, XXVII. Budapest
- Fodor I. (1996): A honfoglaló magyarság. Magyar Nemzeti Múzeum, Budapest
- Gerő L. (szerk.) (1975): Várépítészetünk. Műszaki, Budapest
- Gervers-Molnár V. (1972): A középkori Magyarország rotundái. Akadémiai Kiadó, Budapest
- Lükő G. (1942): A magyar lélek formái. Exodus, Budapest
- Magyar néprajzi lexikon I–V. Főszerk. Ortutay Gyula. Budapest: Akadémiai. 1977–1982.  ISBN 963-05-1285-8
- Szőnyi O. (É.n.) Régi magyar templomok. Kir. Magy. Egyetemi Nyomda, Budapest
- Zolnay L. (1977): Kincses Magyarország. Magvető Kiadó, Budapest

## Kapcsolódó szócikk
- Magyar kultúra
- Magyar népművészet